# Festival de Cinema de Antália
O Festival Internacional de Cinema de Antália, anteriormente conhecido como o Golden Orange Film Festival de Antalya (em turco, Antalya Altın Portakal Film Festivali) é um festival de cinema que acontece anualmente desde 1963 em Antália. É o festival de cinema mais importante da Turquia.
Desde 2009, o evento, realizado no Outono no Centro Cultural de Antália (Antalya Kültür Merkezi, AKM), foi organizado unicamente pela Antalya Culture and Art Foundation (Antalya Kültür Sanat Vakfı, AKSAV) e incluiu um Secção internacional na parte principal do festival.

## História
As atividades culturais, como concertos e peças de teatro, que começaram na década de 1950 no histórico anfiteatro de Aspendo, foram o ponto de partida para o Golden Orange Film Festival. Essas actividades, realizadas no verão sob o Patrocínio do Dr. Avni Tolunay, elas obtiveram um sucesso público crescente e, no início da década de 1960, elas se tornaram uma tradição. Em 1963, Avni Tolunay, que foi eleito prefeito de Antália nesse ano, transformou esses eventos em um festival de cinema. O logótipo escolhido para o festival incluiu uma laranja, um dos símbolos mais importantes da região, e acabou dando o nome do festival.
O primeiro Festival Golden Orange teve lugar. Sua missão, formulada por Avni Tolunay, era promover o cinema turco, motivar os produtores turcos a produzir obras de alta qualidade e ajudar o cinema turco a penetrar no cenário internacional. Quando já teve um grande sucesso nos primeiros anos, o Festival da Laranja de Ouro ganhou o nome do Oscar turco. Em 1978, o festival tornou-se internacional ao incorporar as artes plásticas pela primeira vez.
Até 1985, o Festival da Laranja de Ouro foi organizado pelo patrocínio do município de Antália. Naquele ano, a organização foi assumida pela recém-criada Fundação para a Cultura, Artes e Turismo em Antália (Antalya Kültür Sanat Turizm Vakfı, AKSAV). Entre 1985 e 1988, a incorporação do festival Akdeniz de música internacional Akdeniz ("Mediterrâneo") acrescentou uma nova dimensão ao festival. Entre 1989 e 1994, o município, as empresas de turismo e a Câmara de Comércio de Antália organizaram em conjunto o festival. No final, o festival adquiriu um status institucional com a criação da Fundação Cultura e Arte Laranja de Ouro, que actua sob o nome Fundação Antália de Cultura e Arte (Antalya Kültür Sanat Vakfı) desde setembro de 2002.
Entre 2005 e 2008 foi organizado em conjunto com a Fundação Turca de Cinema e Audiovisual (TURSAK) e acompanhado pelo Festival Internacional de Cinema da Eurasia.

## Sede

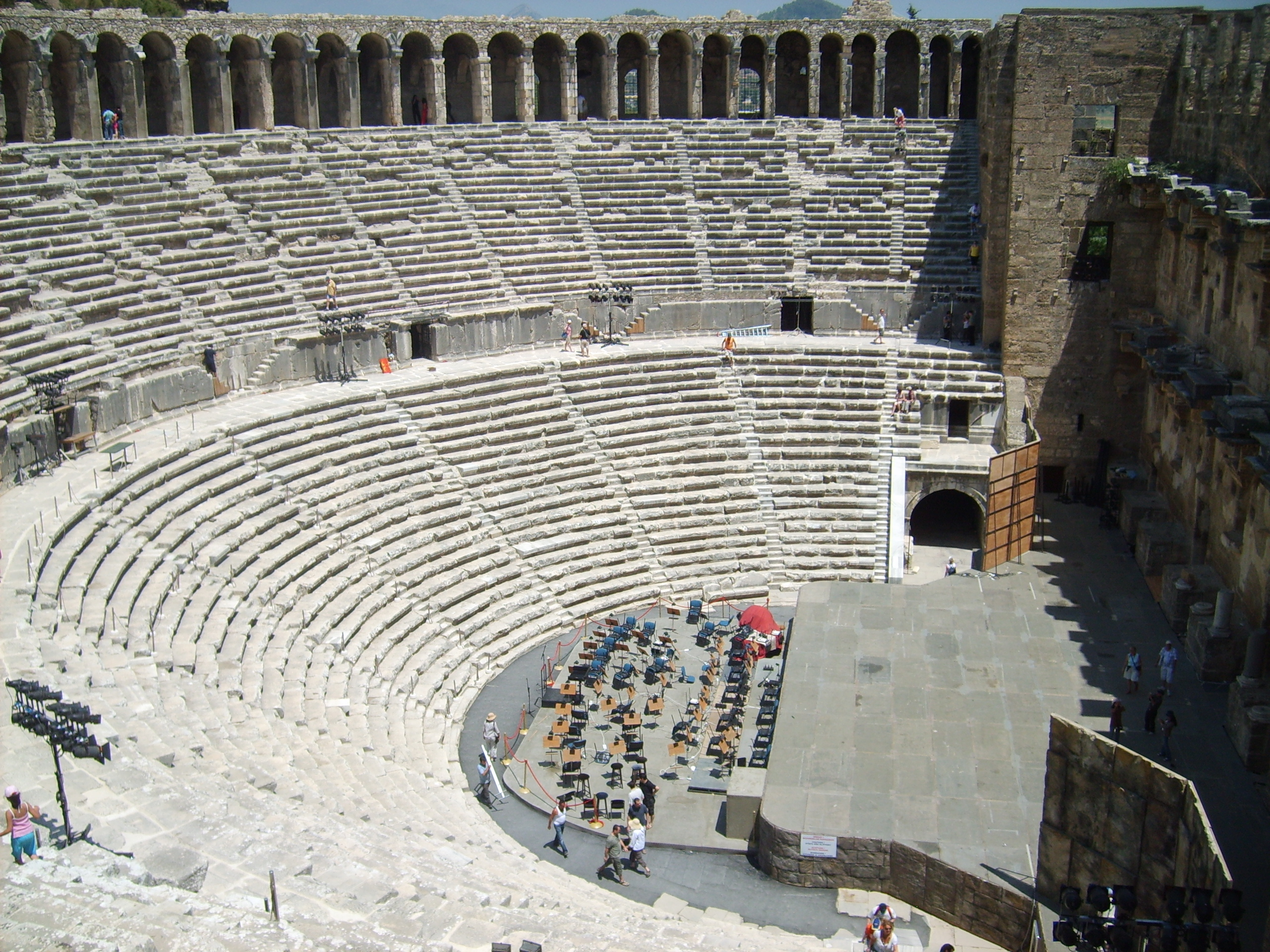
El antiguo anfiteatro de Aspendos.

O festival começa com um desfile pela cidade de Antália na parte da tarde do primeiro dia. A cerimonia de abertura ocorre no Anfiteatro Konyaalti ou no Centro Cultural de Antália, na presença das personalidades cinematográficas nacionais e internacionais convidadas para o festival. Nesta cerimónia, são atribuídos prémios honorários às personalidades do cinema por sua contribuição.
A cerimónia de premiação ocorre durante a noite de encerramento no histórico Anfiteatro de Aspendo, que tem capacidade para 7000 pessoas. Em caso de mau tempo, a cerimónia de premiação é transferida para o Centro de Exposições e Conferências da Pirâmide de Cristal de Sabanci, que tem capacidade para apenas 2500 pessoas.

## Prémios
O Golden Orange é premiado em três categorias cinematográficas. A estatueta usada antes de 2005 foi reincorporada em 2009.

### Concurso nacional de longa-metragem
Para as categorias principais, os prêmios monetários são concedidos. Uma estatueta Golden Orange também é fornecida a todas as categorias a seguir:
- Melhor filme: 300,000 TRY (cerca de US $ 140,000)
- Melhor diretor: TRY 30,000 (US $ 14,000)
- Melhor roteiro: 20,000 TRY (US $ 9,000)
- Melhor trilha sonora: 20,000 TRY (US $ 9,000)
- Melhor actriz
- Melhor actor
- Melhor direcção da câmera (além de 100 rolos de filme com um valor de US $ 30.000 concedido pela Kodak)
- Melhor direcção artística
- Melhor actriz de apoio
- Melhor actor ajudante
- Melhor cinematografia
- Melhor montagem
- Melhor maquilhagem (desde 2005)
- Melhores efeitos visuais (desde 2005)
- Melhor design de fantasia
- Melhor design e mix de som (desde 2005)

### Prémios especiais de jurado
- Prémio Especial do Júri Dr. Avni Tolunay
- Prémio especial do jurado Behlül Dal Digitürk para talentos juvenis (US $ 25.000)

### Concurso Nacional de Documentário
- Melhor documentário: 7.000 TRY (aproximadamente US $ 3.000)

### Concurso Nacional de Curta-metragem
- Melhor curta-metragem: 7.500 TRY (aproximadamente US $ 3.000)